# Gobiopsis macrostoma
Gobiopsis macrostoma är en fiskart som beskrevs av Steindachner, 1861. Gobiopsis macrostoma ingår i släktet Gobiopsis och familjen smörbultsfiskar. Inga underarter finns listade i Catalogue of Life.